# Gebouw Batavia

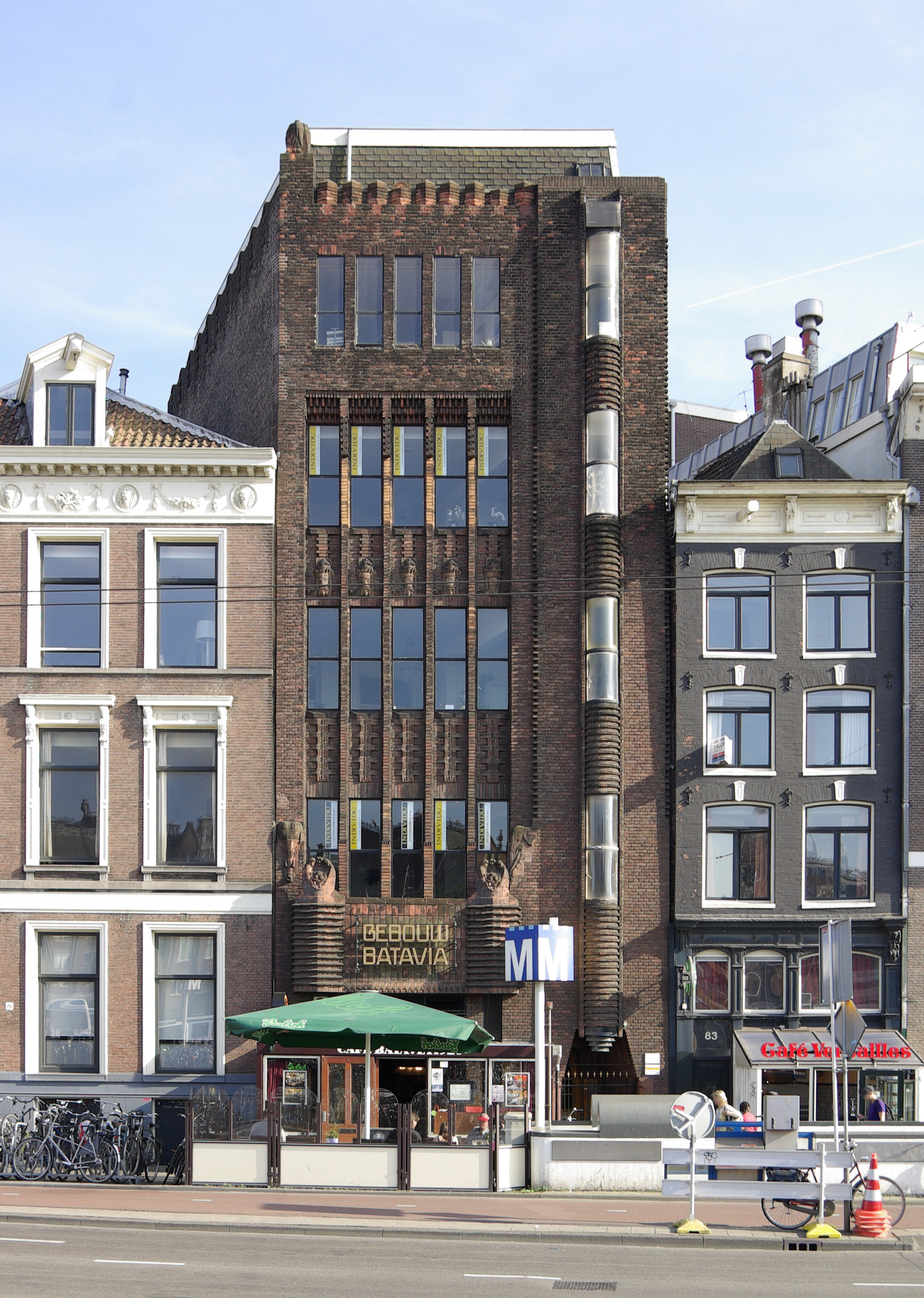
Gebouw Batavia, 2011

Das Gebouw Batavia ist ein Gebäude an der Prins Hendrikkade 84–85 im Zentrum Amsterdams. Es befindet sich unweit der Sint-Nicolaaskerk gegenüber dem Bahnhof Amsterdam Centraal.
Bauherr des 1918 bis 1920 errichteten Bürohauses war die N.V. Batavia Arak Maatschappij, eine Handelsgesellschaft für Arrak aus Jakarta (früher Batavia) im damaligen Niederländisch-Indien. Das Haus verfügt über fünf Geschosse sowie ein Souterrain an der Rückseite, die direkt an die Gracht Oudezijds Kolk grenzt. Der Architekt J. H. Slot entwarf den mit braunen Backsteinen verkleideten Komplex aus Stahlbeton im Stil der expressionistischen Amsterdamer Schule. Die Affenskulpturen und Elefantenreliefs der reich verzierten Fassade stammen vermutlich von den Bildhauern Jaap Kaas, Johan Altorf oder Jan Trapman. Seit 2001 steht das Bauwerk als Rijksmonument unter Denkmalschutz.

## Bildergalerie

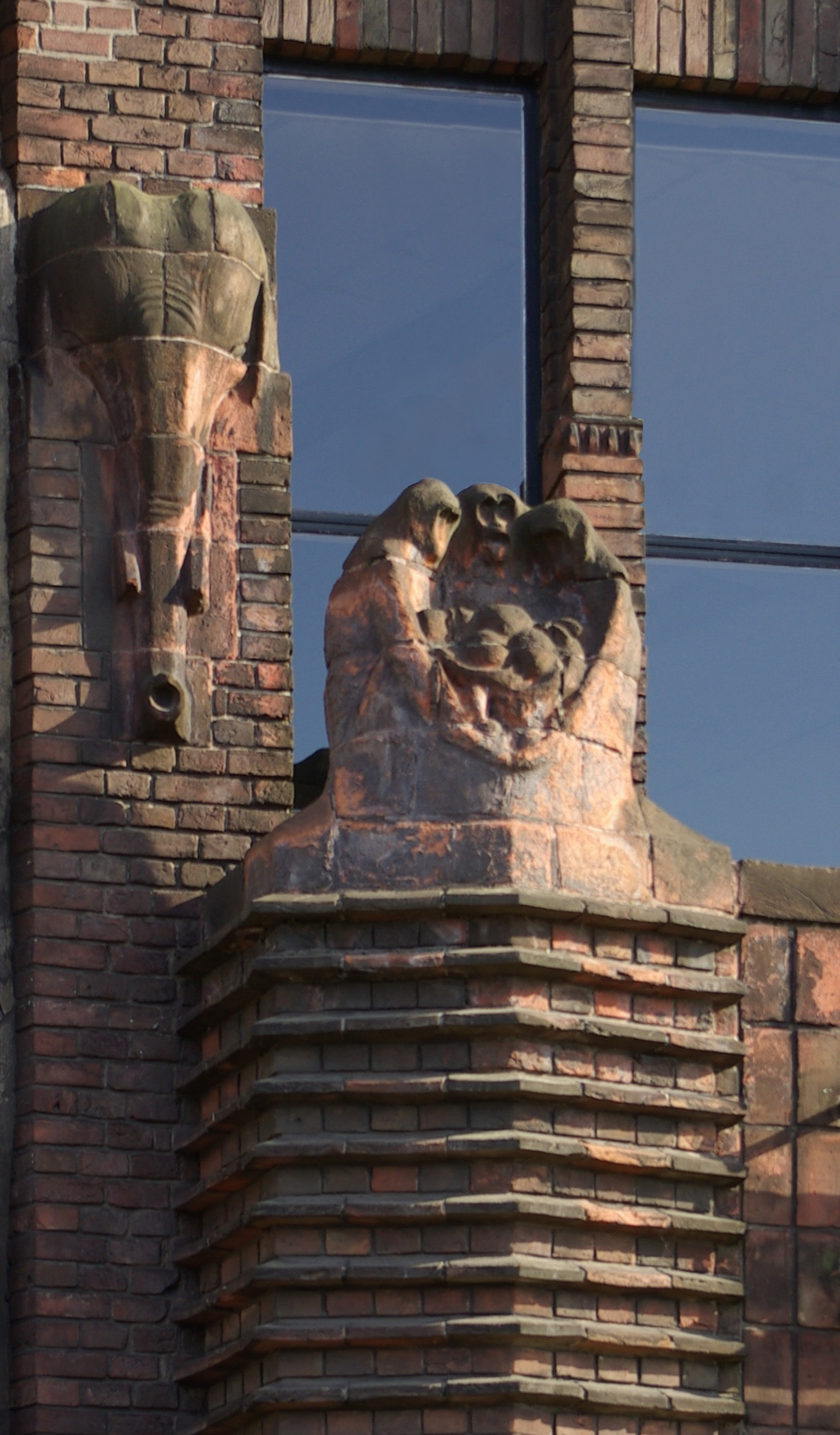
Detail der Fassade
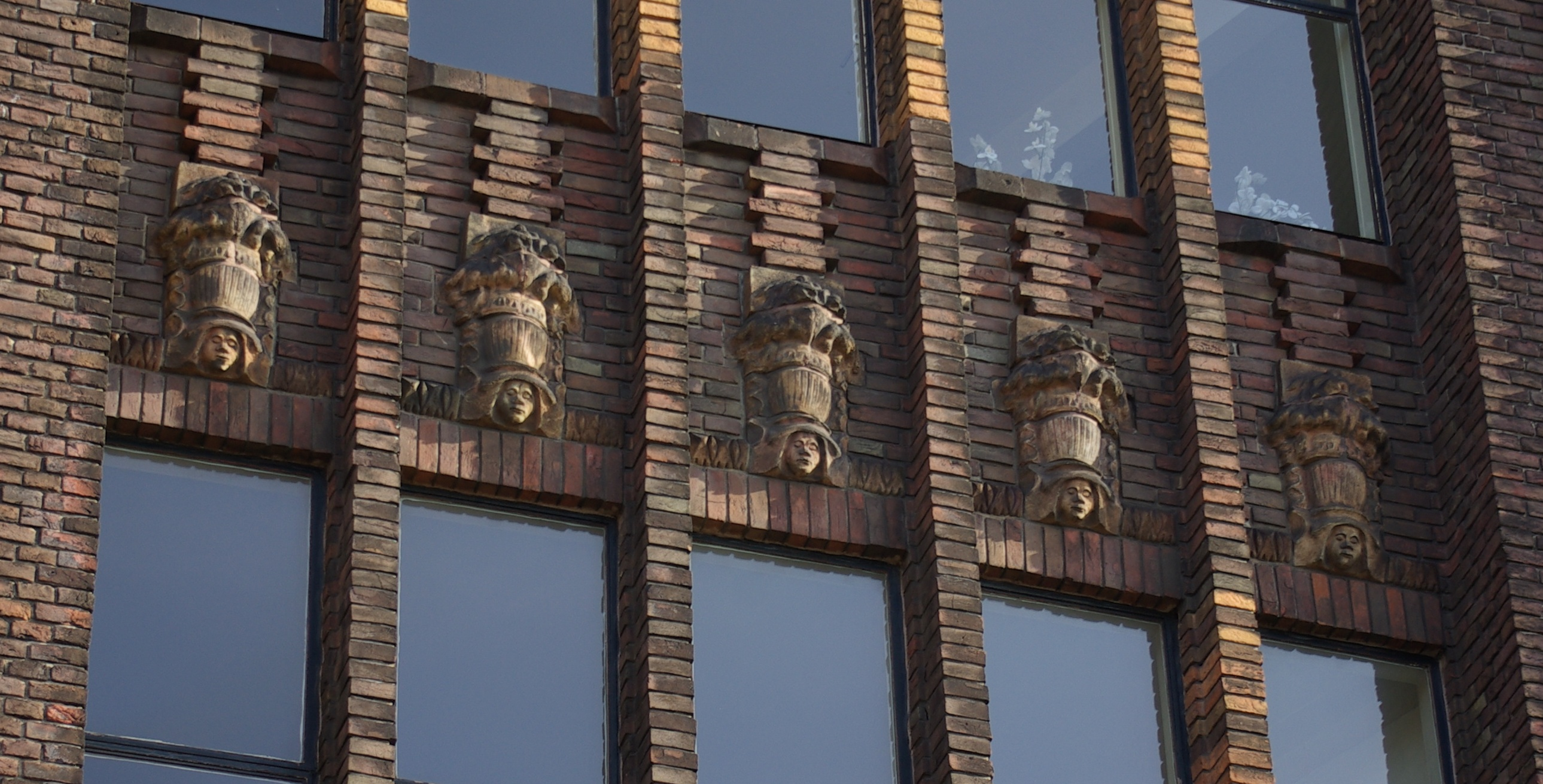
Detail der Fassade
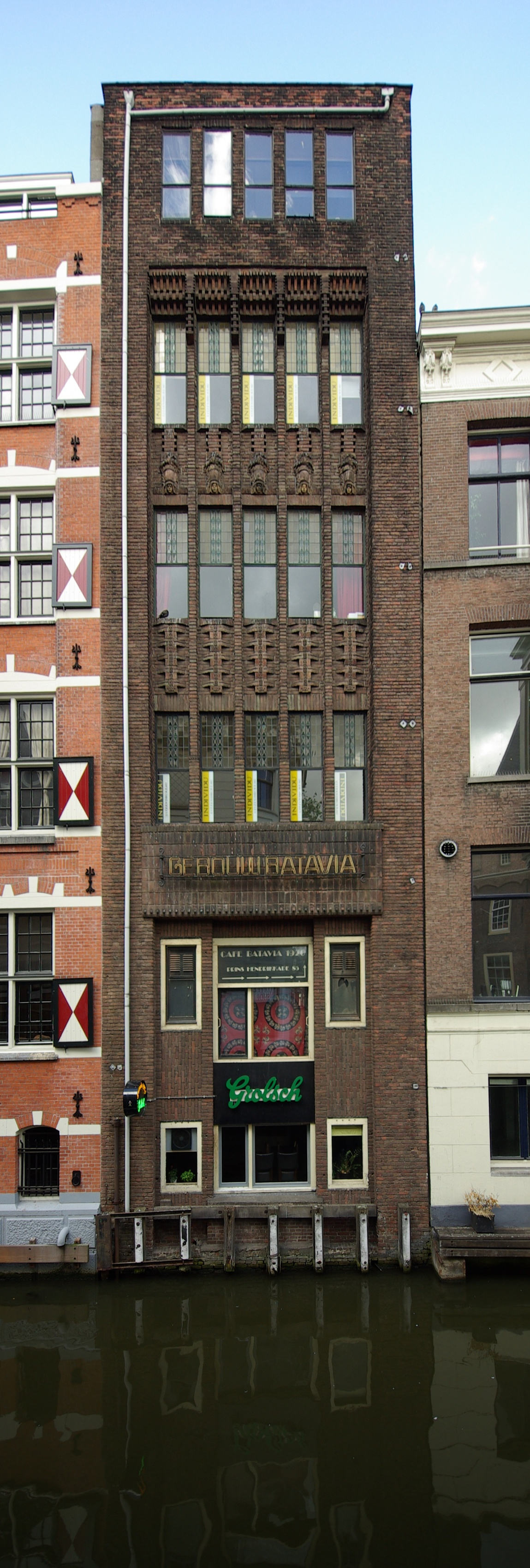
Fassade am Oudezijds Kolk
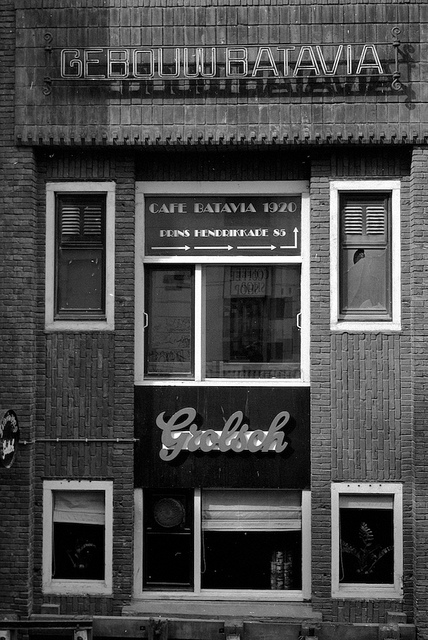
Detail der Fassade am Oudezijds Kolk